# 배틀 총경
배틀 총경(Superintendent Battle)은 애거사 크리스티가 창조한 가공의 인물이다. 런던 경시청 소속의 경찰이다.

## 등장 작품
배틀은 다음 소설들에서 등장한다.
- 《침니스의 비밀》(The Secret of Chimneys, 1925년)
- 《세븐 다이얼스 미스터리》(The Seven Dials Mystery, 1929년 - 번들 브렌트 등 침니스의 비밀에서 등장한 인물들도 같이 등장한다)
- 《테이블 위의 카드》(Cards on the Table, 1936년, 에르퀼 푸아로·레이스 대령·아리아드네 올리버와 공동수사)
- 《살인은 쉽다》(Murder is Easy, 1939년)
- 《0시를 향하여》(Towards Zero, 1944년)